# Гуцули (гурт)
Гуцули — український рок-гурт з міста Косова, що на Прикарпатті, першопрохідці стилів хард-рок та важкий метал не тільки в Україні, а й світі. Дипломанти фестивалю «Червона Рута» 1989 року. Автори хітів «Афини», «Ой, яка ти, чічко, файна», «Орися була дівка вчена», 《ОСТАННІЙ БЛЮЗ》, «Знову дощ». Гурт виконує хард-н-хеві з гуцульським колоритом, тексти «говіркою» (гуцульським діалектом), яка згодом зробилася характерною для гуртів від «Братів Гадюкіних» до «Гуцул Каліпсо».

## Історія
Гурт «Гуцули» був створений у новорічну ніч 1969 року, на рік пізніше від Deep Purple, який, як визнають самі засновники, мав значний вплив на їх творчість. Ідея створення у місті вокально-інструментального ансамблю (ВІА) належала студентові училища прикладного та декоративного мистецтва Мирославу Волощукові. Перший виступ гурту відбувся в актовому залі Косівського технікуму народних промислів, у новорічну ніч 1969 року. Назву гурту «Гуцули» придумав Любомир Гавриш. Планувалося, що кожен учасник ВІА зможе запропонувати свій варіант наймення. Але Любомир не став очікувати колективного обговорення і непередбачуваного рішення більшості. Він викрав барабани і разом зі своїм другом за одну ніч намалював на них придумане ім'я і відповідний орнамент.
Спочатку, як і решта світових винахідників «важкого року», грали у «легшому» стилі, який був прийнятним до включення в репертуар «офіційного» ВІА Кобза .
У 1974 гурт активно концертував з жорсткими гітарними рифами, забороненими у СРСР, утім добре впізнаваними серед слухачів радіо «Свобода» та решти шанувальників тогочасної рок-музики.
Кілька років, на початку сімдесятих, «Гуцули» працювали при районному Будинку культури — грали і співали на танцях, маючи з цього певний приробіток.
Та «Гуцули», як справжні рокери, «не гнулися». Їх випхали з будинку культури, та вони продовжували грати. Спершу грали на туристичній базі «Карпатські зорі», а згодом перейшли у ресторан «Водограй». Ресторан «Водограй», де вони знайшли собі прихисток іноді перетворювався на фан-клуб «Гуцулів», куди приходили їх шанувальники, які часто просили гітариста Ярослава Удудяка зіграти блюз. І він грав. Очевидці стверджують, що це було неперевершено, що гітара в його руках «і плакала і сміялася».
Першою власною піснею гурту була «Ой яка ти чічко файна», але переважали обробки як народних, так і металевих пісень, зокрема класична хеві-метал композиція «Paranoid», набула в «Гуцулів» місцевого колориту, та набула соло на клавішних, характерного для радянської музики 70-х, додатково присипано кілька цитат з інших хітів Black Sabbath та інших. На перших записах для «Червоної Рути» 1988-89 чутно також «цитати» з джазових стандартів, блюзу та глем-року, надбані за 20 років розвитку.
Безперечним лідером групи вважався гітарист «Ґєба» – Ярослав Удудяк (помер у 1996 році). Зовні звичайний дядечко з бородою і кругленьким черевцем, він міг на довгі дні зачинятися в кімнаті з гітарою й магнітофоном та невтомно копіював партії визнаних гітаристів. Після наслідування західних рок-стандартів, гурт з часом виробив свій стиль — синтез важкого хард-року і хеві-металу із пародійно-гротескними текстами, які співалися гуцульським діалектом.
Серед пісень гурту варто згадати «Про паспорт (Раз ішов я до Косова)», «Про пиво», «Про джинси», «Шєпка з нутрії», «Зуби мої, зуби», «Віддай кашкіт, віддай мешт», «Лімузина “Жигулі”» та інші.
1988 року у місті Коломия на концерті гурту був здійснений перший аудіозапис їхнього виступу, який зберігся. 1989 року «Гуцули» взяли участь у фестивалі Червона рута. За рік до фестивалю музиканти знову зібралися разом. Провели ряд репетицій, пригадали старий репертуар, написали кілька нових пісень. У них знову з'явився шанс, зажевріла надія відродити гурт після тривалої перерви, показати усім, на що вони здатні. «Гуцулів» пам'ятали, їх виступи приймали з великим захватом. Група стала дипломантом фестивалю, а пісня «Афини» отримала приз за найкращу пісню про рідний край і стала лауреатом. Також незабаром відбувся їх сольний концерт в Коломиї. Збереглося відео з їх виступу чи-то 1987 чи 89 року, де помітно елементи фолк-року, гуцульського етно.
Проте, гурт не отримав розголосу, натомість зажив слави «націоналістів», яка на час отримання Україною незалежності перетворилася на прокляття «неформат». Внаслідок цього, комерційних альбомів гурту не існує, утім на сайті у вільному доступі кілька бутлеґів, включно з «офіційним» лайв-концертом 1989 року. Концерт був записаний з пульта звукорежисером Михайлом Шереметою. У них вже не було молодих років і юнацького куражу, коли будь-яка проблема здається дріб'язковою і зовсім не страшно за один день міняти обрану дорогу життя на 180 градусів. Проте колектив не розпався і через деякий час зібрався знов.
Колектив існує й досі та є найстарішим українським гуртом, в кінці 2014 року гурту «Гуцули» виповнилося 45 років та вони виступили на сцені Євромайдану.
В кінці 2009 року планувався грандіозний концерт до 40-річчя колективу, але не знайшлось ні підтримки, ні розуміння у влади, не знайшлося спонсорів. Репетиції «Гуцули» проводять у тій самій комірчині, в тому самому будинку культури, де починали.

## Вшанування
Рок-гурт «Гуцули» випередили свій час, і випереджають його ще й досі завдяки своєму колоритному звучанню. Автентичне виконання пісень гуцульською, карпатський гумор, а часом і сарказм, глибока філософія окремих текстів, накладені на основу світової рок-культури, створюють неповторний колорит звучання, характерний тільки для «Гуцулів».
«Гуцули» стали помітним явищем в культурному житті Прикарпатського краю. Досить послухати цей український архаїчний, аутентичний рок початку 70-х років ХХ ст., щоб зрозуміти наскільний унікальний був цей гурт та водночас невизнаний тодішніми провладними структурами. Шквал критики і нерозуміння з боку офіціозу — настільки почуте не вписувалося в тодішні музичні рамки і канони, гоніння з боку партійних і репресивних органів — і повні зали і захват публіки — з іншого.

## Склад гурту
Одні музиканти йшли з гурту, їм на зміну приходили інші, але важка гуцульська рок музика залишалася. У різні часи учасниками гурту були: Мирослав Волощук, Ярослав Удудяк (Ґєба'), Ярослав Курищук, Любомир Гавриш, Остап Фокшей, Вольдемар Клюсік, Віталій Парамбуль, Валерій Анікін, Ярослав Онуфрійчук, Ігор Дорош, Анатолій Бондар, Леонід Процюк, Валерій Ткаченко (різнобічно обдарований музикант, який був гітаристом у «Світязі»), Анатолій Юрійчук (прийшов до «Гуцулів» з ВІА «Беркут» Івано-Франківської філармонії), Петро Хрущ (надзвичайно талановитий композитор, поет і виконавець), Сергій Сіталов. Усі вони в різний час були гуцулами і залишили в гурті свій більш або менш яскравий слід. Зі складу 1975 року в команді дотепер грає лише ударник Ярослав «Шула» Онуфрійчук, а Любомир Гавриш виконує роль менеджера..

### Теперішній склад гурту
- Ярослав «Корига» Корищук — бас-гітара, лідер-вокаліст.
- Леонід Процюк — клавішні, вокал.
- Ярослав «Шула» Онуфрійчук — бубни.
- Олексій «Федул» Федько — гітара.
- Василь Лазорик «Годик» — гітара.
- Мирослав Вінтоняк «Пес» — гітара.
- Редактор-менеджер: Любомир Гавриш.

## Концертні записи
- 1989 — «Коломия'89»[10]
- 2008 — «Наживо»[11]